# Iridocyclite hétérochromique de Fuchs
Pour les articles homonymes, voir FHI.
L’iridocyclite de Fuchs (en anglais, Fuchs heterochromic iridocyclitis ou FHI) est une pathologie de l’œil due à une inflammation discrète et chronique de l'iris (iritis) et/ou du corps ciliaire (cyclite). C'est une variété d'uvéite antérieure (choroïde épargnée), avec décoloration progressive de l'iris, émergence d'une cataracte et d'une hyalite (trouble du vitrée). Elle se distingue par l'absence de synéchies (fusions cicatricielles) .
L'étiologie est incertaine, mais le virus de la rubéole est très fortement suspecté,,.

## Caractéristiques générales
Cette uvéite porte le nom d'Ernst Fuchs, ophtalmologue autrichien qui fut le premier à décrire le syndrome en 1906  (hétérochromie irienne + cataracte + uvéite) . Dès l'enfance des réactions inflammatoires chroniques de bas bruits finissent par endommager l’œil après une dizaine d'années.   
On observe peu de manifestations cliniques directes, sinon avec le temps une perte de pigments iriens, des myodésopsies, et l'opacification du cristallin. Ce n'est généralement qu'après des années d’évolution que des signes spécifiques retiennent l'attention et mènent au diagnostic.   
De faible prévalence, cette pathologie n'est pas rare : autour de 1 % de la population française, 1 à 17 % en Europe, 2 à 7 % en Amérique du Nord, 8 % en Amérique du Sud, 3 à 6 % en Asie, 7 % en Australie, pas de données pour l'Afrique.
Il n'y a pas de prédilection ethnique ou sexuelle. Elle se manifeste généralement chez le jeune adulte. 
Elle peut concerner un seul œil ou les deux, toutefois 90 % sont unilatérales . 
La cyclite de Fuchs ne répond pas aux corticoïdes qui en plus d’être inefficaces provoquent au long cours un glaucome et accélère la cataracte.   

## Étiologie
La cause responsable du syndrome de Fuchs est non élucidée, mais la rubéole congénitale tient le rôle de premier suspect. Des foyers actifs du virus persisteraient à vie après la naissance. A noter, qu'Ernst Fuchs pensait déjà à l'effet d'un agent nocif pathogène contracté pendant la formation du fœtus, activant secondairement une réponse immunitaire.
Nombres d'études mettent en avant l'association du virus avec le syndrome de Fuchs :
- 2019[9] : Une étude hollandaise sur 127 patients, incrimine définitivement le virus de la rubéole dans l'humeur aqueuse de porteurs d'uvéites hétérochromiques de Fuchs (technique PCR).
- 2013[10] : une étude anglaise sur un patient de 28 ans présentant un syndrome de rubéole congénitale (SRC) avéré et une cyclite de Fuchs met en évidence la persistance et l'activité du virus de la rubéole par des mesures d'ARN et d’immunoglobuline (taux élevé) dans l'humeur aqueuse. Elle démontre ainsi que le syndrome de Fuchs pourrait bien être une conséquence tardive du SRC ;
- 2014[11] : une étude française conclut à l'intérêt décisif de la sérologie intra-oculaire rubéolique dans le diagnostic de la cyclite de Fuchs malgré un tableau clinique incomplet.
- 2012[12] : décembre : une étude slovène porte sur douze patients diagnostiqués avec une cyclite de Fuchs, et douze autres atteints d'uvéites antérieures idiopathiques. Les résultats explicites plaident en faveur de l'implication du virus dans la pathogenèse de Fuchs. Onze des douze “Fuchsiens” sont positifs à la synthèse intraoculaire d'anticorps spécifiques antirubéoliques. Le dernier “Fuchsien” présente, en plus des anticorps anti-rubéole, des anticorps contre la varicelle. Tous les autres patients sont négatifs ;
- 2012[13] : en Asie, une étude thaïlandaise, axée sur trente patients atteints d’uvéite antérieure idiopathique conclut : « […] Le syndrome de Fuchs peut être causé à la fois par le virus CMV et la rubéole. » Toutefois le seul cas de CMV relevé sur les six “Fuchs” de l'étude n'a pas pu subir d'analyse moléculaire rubéolique ;
- 2007[14] : une enquête épidémiologique aux États-Unis portant sur 3,856 patients vus entre 1985 et 2005 soutient une corrélation entre le virus de la rubéole et la cyclite de Fuchs. En effet, la cyclite de Fuchs est moins fréquente chez les patients nés depuis l'introduction du programme de vaccination contre la rubéole aux États-Unis en 1969, avec une augmentation correspondante du pourcentage de cas nés à l'étranger ;
- 2006[3] : De Groot-Mijnes et son équipe mesurent dans l'humeur aqueuse de 38 patients ayant le syndrome de Fuchs, les taux d'immunoglobuline anti rubéole, Herpes simplex, varicelle et Toxoplasma gondii. Ils concluent que seule la rubéole parmi les autres pathogènes étudiés peut être associée à la cyclite hétérochromique de Fuchs ;
- 2003 : Claus D Quentin et Hansotto Reiber concluent une étude faite sur 54 personnes : « La cyclite hétérochromique de Fuchs est une pathologie pilotée par le virus de la rubéole avec une persistance préférentielle détectée du virus chez les personnes jeunes. Ce diagnostic est soutenu par une mesure de taux élevés des anticorps anti-rubéoliques de l'humeur aqueuse. L'origine virale de la pathologie expliquerait sa cortico-résistance[15]. »

## Symptomatologie

### Les précipités rétro-cornéens (effet Tyndall)
Dans le contexte des uvéites antérieures, pas seulement de Fuchs, des protéines et des cellules (lymphocytes, polynucléaires, plasmocytes, macrophages), passent les barrières naturelles de clivage (barrière hémato-aqueuse), et se retrouvent dans l'humeur aqueuse en plus des cellules pigmentaires iriennes. Celle-ci se charge de micro-particules flottantes en quantité parfois importante (jusqu'à 5 g contre 25 mg/100ml normalement) qui dérivent au gré des courants de drainage et de convection locale.
On les observe à la lampe à fente sous forme de poussières.  L'humeur aqueuse ainsi chargée en colloïdes perd de sa transparence optique, devenant opalescente par phénomène de diffusion (de Rayleigh). La charge en corps flottant témoigne directement de la poussée inflammatoire et de son intensité que l'on qualifie sur une échelle de 0 à 4+, grâce à l'effet Tyndall, et au flare (reflet du taux de protéines). Lors de poussées inflammatoires ce phénomène optique dégrade la qualité visuelle autour des sources lumineuses, sans possibilité de correction directe.  
Lorsque la poussée inflammatoire est aiguë, des cellules inflammatoires finissent par s’agglomérer et se déposent sur tout ou partie de la surface postérieure cornéenne.

### Atrophie et décoloration de l'iris

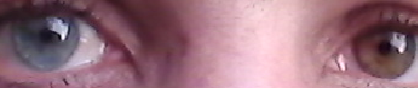
Hétérochromie irienne de Fuchs à maturité, heterochromia iridis (ou heterochromia iridum), yeux vairons.

Les inflammations successives entament la couche mélanocytaire, la détruisant progressivement. Le renouvellement pigmentaire finit par s’arrêter et l'iris change de couleur. À maturité, il prend définitivement une couleur bleu-gris. Lorsque ce symptôme est unilatéral on parle d'hétérochromie irienne de Fuchs. Attention un œil non dépigmenté n'est pas forcément épargné.
De plus l'iris s'atrophie, (particulière son sphincter), c'est-à-dire qu'il perd de son volume.      
Les symptômes lors des poussées inflammatoires peuvent s’accompagner de douleurs autour de l’œil, flou visuel , corps flottants, larmoiement,et démangeaisons.      
 (mars 2015).

### Cataracte
Dans quasiment 100 % des cas, une cataracte sans morphologie spécifique s'installe graduellement  dans la zone sous capsulaire postérieure . Le cristallin se voile partiellement. Elle s'opère facilement en chirurgie ambulatoire mais après plusieurs années une cataracte secondaire se développe sur la capsule restée en place. Celle-ci se traite au laser YAG. La survenue de la cataracte est imputable à la modification de l'humeur aqueuse, contaminée par de nombreuses impuretés issues de l'inflammation.

### Opacification du vitré
Les inflammations  récidivantes de l’enveloppe du vitré (hyalite) provoquent une sensation de brouillard et l'apparition de corps flottants dans le champ de vision ou myodésopsies (ombres noires : points, pelotes, filaments, toiles d'araignée). De plus en vieillissant le vitré perd certaines de ses caractéristiques (consistance, uniformité), générant des opacifications par épaississement local de sa structure, ou lors de son décollement pariétal avec la rétine (notamment avec la tête du nerf optique). Les traitements possibles sont le recollement du vitré ou bien la vitrectomie si les opacités sont importantes.

### Glaucome
Un écoulement entravé de l'humeur aqueuse, rompt l'équilibre hydrodynamique. La pression oculaire augmente plus ou moins fortement selon le degré d'obturation. C'est le glaucome, une hypertonie dite à angle fermé s'il y a accolement de l'iris et du cristallin, à angle ouvert si c'est le trabéculum qui se bouche d'impuretés. La hausse de la pression gène la vascularisation de la tunique sensorielle et nerveuse. Cette détériorant de la trophicité peut aboutir à une nécrose des tissus, et donc à une cécité. Les mesures de tension sont nettement supérieures à 20 mmHg, parfois voisines de 30. Comme pour le fond d’œil, la tension oculaire est régulièrement à contrôler.